# Provincia di Víctor Fajardo
La provincia di Víctor Fajardo è una delle 11 province della regione di Ayacucho nel Perù.

## Capoluogo e data di fondazione
La capitale è Huancapi - Provincia fondata il 14 novembre del  1910.
- Sindaco (alcalde)(2007-2010): Onofrio Huamaní García

## Superficie e popolazione
- 2260,19 km²
- 27 919 abitanti (inei2005)

## Provincia confinanti
Confina a nord con la provincia di Cangallo; ad est con la provincia di Vilcas Huamán e con la provincia di Sucre; a sud con la provincia di Lucanas e con la provincia di Huanca Sancos e ad ovest con la regione di Huancavelica.

## Geografia antropica

### Suddivisioni amministrative
È divisa in 12 distretti:
- Huancapi

Anexos:Ccocha y Pitahua
- Alcamenca

Anexos: Huambo, Carampa, Mirata, Unya, Eccallo, Patallacta e Irimpay
- Apongo

Anexos: Paire, Chillanccay y Huayccohuasi
- Asquipata

Anexos: Chihuire y Morcolla Chico
- Canaria

Anexos: Raccaya, Taca y Umasi
- Cayara

Anexos: Chincheros y Mayopampa
- Colca

Anexos: Quilla y San José de Sucre
- Huamanquiquia

Anexos: Patará, Tinca y Ucho
- Huancaraylla

Anexos: Circamarca y Llusita
- Huayadistrito de Hualla

Anexo: Tiquihua
- Sarhua

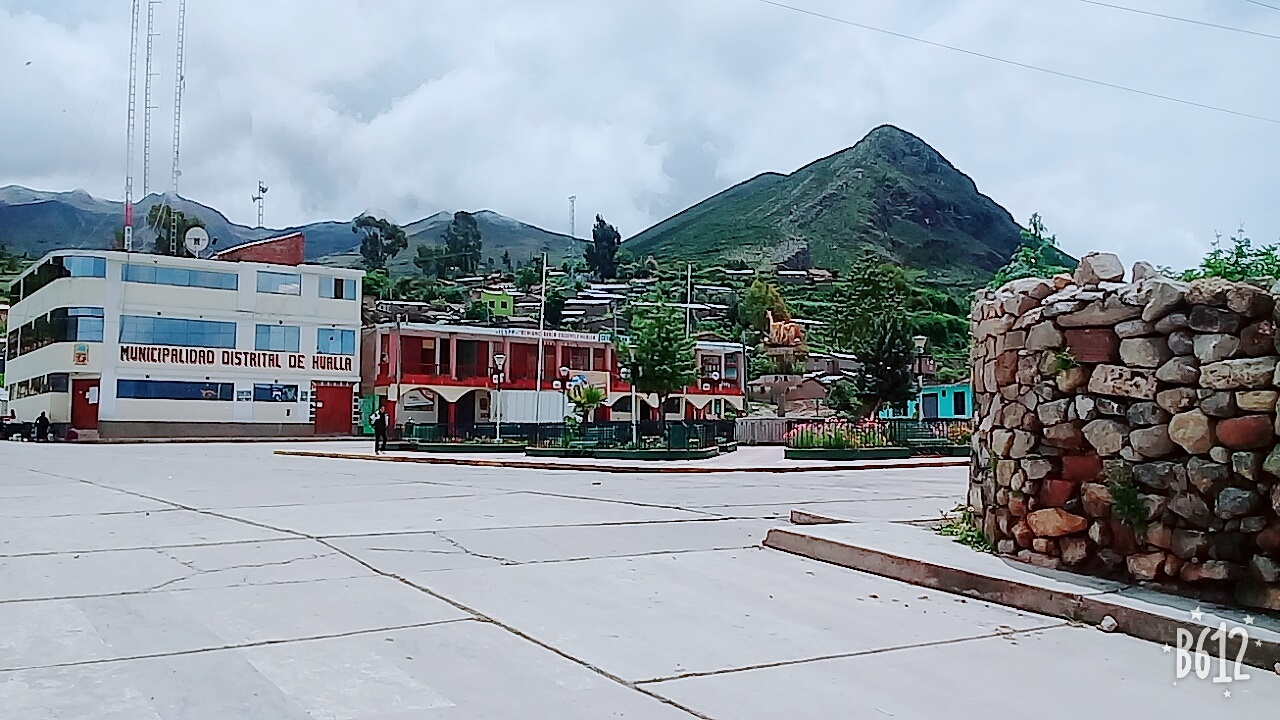
distrito de Hualla

Anexos: Auquilla, Chuquihuarcaya y Tomanga
- Vilcanchos

Anexos: Cocas, Espite y Urancancha

## Festività
- Settimana Santa
- 16 luglio: Madonna del Carmelo
- 30 agosto: Santa Rosa da Lima